# Зілинський Орест
Орест Зілинський (12 квітня 1923, с. Красна (Коростенка), Короснянського повіту (нині Кросненський повіт (Підкарпатське воєводство), Польща — 14 липня 1976, Свидник, Словаччина) —  український вчений , україніст, славіст, літературознавець і фольклорист, філолог, громадський діяч. Син професора Івана Зілинського. Автор понад 200 наукових праць, статей і рецензій.

## Біографія
Орест Зілинський народився у 1923 р. в селі Коростенька (нині — Красна) Кроснянського (Короснянського) повіту на Замішанщині. Його батько Іван (Кобаса) Зілинський — професор краківського Яґеллонського, пізніше — празького Карлового університетів. Мати - дочка дочка краснянського священика Юлія Прислопська. 
Початкову та середню освіту здобув у Красній, Кракові, Ярославі. Закінчив Краківський польський ліцей, потім Ярославську українську гімназію. 1940 року вступив на філософський факультет Українського вільного університету у Празі (спеціальність - українська філологія). Паралельно вчився і на славістичному відділі Карлового німецького університету у Праці.
Був арештований за участь в антифашистському русі (був учасником ОУН), гестапо забрало рукописи його студентських праць.  Вийшовши на волю, виявилося, що влада відновленої Чехословацької республіки 1945 року не визнавала дипломів "буржуазно-націоналістичного Українського вільного університету та фашистського Німецького університету". Тому 1949 року Зілинський закінчив факультет слов'янської філології Карлового університету в Празі, після чого працював викладачем.
У 1952-му Орестові надали чехословацьке громадянство, а від 1958 року і до кінця життя працював у Чеській Академії наук у Празі над проблемою україністики і українсько-слов'янських культурних взаємин.
Після "Празької весни" О. Зілинський зорганізував групу любителів фольклору (М. Шмайда, Ф. Лазорик, А. Дулеба, А. Каршко, І. Чижмар, А. Куцер, В. Любимов, А. Таптич, М. Мушинка), які постачали його польовими записами фольклору. Він розробив план видання цих записів але, на жаль, вищі органи скасували ці плани в рамках "посерпневої нормалізації). У 1965 році підготував до друку і видав чеськомовну антологію українських письменників-шістдесятників, до якої долучив вірші 14 поетів: Василя Симоненка, Василя Стуса, Ліни Костенко, Івана Драча, Ігоря Калинця, Миколи Холодного та інших.  
1969 року вперше після Другої світової війни і востаннє відвідав рідне село. Знайомлячись з архівами в Польщі, відшукав серед численних документів раніш не відомий збірник 233 лемківських народних пісень (тексти) із села Білична, який у 1880-х роках священик Н. Лещишак надіслав Іванові Франку. Але з різних причин збірник не був надрукований. У «Нашому слові» (1973, числа 35—41) Орест Зілинський подав короткий зміст збірника і 10 балад з коментарями.
1975 року повернувся до фольклору рідного села. В архіві батька знайшов пісні, записані 1905 року та 1912 року. Помістив у «Нашому слові» публікацію «Обрядові пісні села Красна на Лемківщині» (1975, числа 31, 34—37).
Планував опрацювати народні балади лемків Польщі як продовження монографії «Народні балади українців Східної Словаччини» (рукопис), де зібрано понад 500 балад, але передчасна смерть перешкодила здійсненню цих задумів. 
У 1976 р. учений поїхав на дачу, що була розташована неподалік кордону з СРСР, і пропав. Тіло знайшли лише через два дні. Після експертизи медики сказали, що у науковця стався інфаркт. Але вже тоді, багато людей, які знали пана Ореста, засумнівалися у такому висновку.

## Творчий доробок
Автор понад 200 наукових праць, статей, рецензій. Велику увагу приділяв вивченню літератури та культури лемків обох схилів Західних Карпат. Його праці часто друкувалися на сторінках «Нашого слова» і «Нашої культури». 
З його книжкових публікацій на перше місце треба поставити ним упорядкований колективний науково-бібліографічний збірник "Сто п'ятдесят років чесько-українських літературних зв'язків - 1814-1964" (Прага, 1968), який охоплює понад 8 тисяч бібліографічних позицій та шість вичерпних оглядових статей. 
Упорядкував збірники української народної пісні («Україна співає», 1950), української поезії («Перемагать і жить», 1951), «Українські поети» (1965) та ін.
Автор наукових розвідок про творчість Івана Котляревського, Тараса Шевченка («Тарас Шевченко та чеська література»), про праці українських учених, передмов до видань творів українських письменників чеською мовою: Максима Рильського, Юрія Яновського та інших. Упорядник видань «Хрестоматія з української літератури ХІХ — початку ХХ століття» (1952), «Хрестоматія з української радянської літератури» (1960), «Антологія української лірики. Ч. 1» (1978), редактор та упорядник збірника «Література чехословацьких українців. Проблеми й перспективи» (1968).
Національна академія наук України до 90-ліття з дня народження О. Зілинського (2013) видала три томи його наукових праць з літературознавства (672 стор.) та фольклористики (у двох книгах - 968 стор.). Це видання охоплює майже весь опублікований науковий доробок вченого (крім книжкових видань та бібліографічних покажчиків).  

### Окремі видання
- Антологія української лірики / ред. О. Зілинський. — Торонто: Канадський Інститут Українських Студій, 1978. — 440 с. — ISBN 0-88962-077-6
- Антологія української лірики ч. 1 – до 1919 року [Архівовано 19 жовтня 2019 у Wayback Machine.] / Упоряд. Орест Зілинський. — Оквілл: Канадський Інститут Українських Студій, 1982. — 440 с.
- Література чехословацьких українців. Проблеми й перспективи / ред. і упор. О. Зілинський. — Пряшів, 1968.
- Хрестоматія з української літератури ХІХ — початку ХХ століття / упор. О. Зілинський. — Братислава, 1952. — 166 с.

### Статті
- Духова генеза першого українського відродження // «Стежа», 1, числа 7-10 (1946-47). Передрук: Journal of Ukrainian Studies. Volume 10, 1981. p. 20-41.